# Gernot Jurtin
Gernot Jurtin (Scheifling, 1955. október 9. – Altenmarkt im Pongau, 2006. december 5.) válogatott osztrák labdarúgó, csatár.

## Pályafutása

### Klubcsapatban
1974 és 1987 között a Sturm Graz labdarúgója volt. Az 1980–81-es idényben a bajnokság gólkirály volt 19 góllal. 1987–88-ban a másodosztályú Kapfenberger SV csapatában fejezte be az aktív labdarúgást.

### A válogatottban
1979 és 1983 között 12 alkalommal szerepelt az osztrák válogatottban és egy gólt szerzett. Tagja volt az 1982-es spanyolországi világbajnokságon részt vevő csapatnak.

## Sikerei, díjai
Sturm Graz
- Osztrák bajnokság
  - gólkirály: 1980–81 (19 gól)